# Nidara calligola
Nidara calligola är en fjärilsart som beskrevs av Watson 1965. Nidara calligola ingår i släktet Nidara och familjen sikelvingar. Inga underarter finns listade i Catalogue of Life.